# Marthe Villalonga
Marthe Villalonga   (Bordj El Kiffan, 20 de març de 1932) és una actriu francesa.

## Biografia

### Família
Marthe Villalonga va néixer el 20 de març a Fort-de-l'Eau, (actual Bordj El Kiffan), a l'Algèria francesa; en el si d’una familia amb arrels napolitanes, per part de mare, i menorquines, per part de pare. Aquesta població fou poblada essencialment per menorquins, en concret l’avi de Marthe era d’Alaior.

### Carrera
Primer pianista, Villalonga va agafar el camí de la comèdia. Es va notar el 1958 al en una exitosa obra, La Famille Hernandez, de Geneviève Baïlac, relatant les aventures d'una família pied-noir. Va fer el seu debut cinematogràfic el 1964 amb Déclic et des slaps de Philippe Clair. Després d'haver actuat en nombroses sèries de televisió, va aconseguir un paper important al cinema a Le Clair de Terre el 1970.
Els seus primers èxits de públic van arribar amb les pel·lícules de Yves Robert, Un éléphant ça trompe énormément i Nous irons tous au paradis, on interpreta la mare intrusa de Guy Bedos, tot i que en realitat només és dos anys més gran que el seu fill a la pantalla. Després va interpretar Marguerite Narboni, pied-noir, a Le Coup de sirocco d'Alexandre Arcady el 1979. Aquest paper també la marcarà com un tòpic perquè sovint serà contractada per interpretar els papers de mare jueva per bé de no ser mare ni jueva, com ella mateixa afirma. Això no li va impedir de triomfar al teatre a Comment devenir une mère juive en dix leçons, creat al Théâtre de la Gaîté-Montparnasse el 1983.
La sèrie Maguy li va permetre establir-se en el cor del públic i va precedir La Calanque, al costat de Jean-Pierre Darras, a TF1. Posteriorment, André Téchiné li va donar l'oportunitat de diversificar la seva interpretació en dues de les seves pel·lícules, Les Innocents i especialment Ma saison préférée.
El 1993, va ser nominada al César a la millor actriu secundària per la pel·lícula Ma saison préférée d'André Téchiné. El 1997 va rebre el premi Reconnaissance des cinéphiles a Puget-Théniers atorgat per l'Associació Souvenance de cinéphiles per a tota la seva carrera. El 2003 al festival de televisió de Monte-Carlo, va rebre la Nimfa d'Or a la millor actriu per la pel·lícula Nés de la mère du monde per Denise Chalem.
El 2009, va interpretar l'àvia del cavaller Percival, a la sisena temporada de la sèrie Kaamelott d'Alexandre Astier. El 2010, va actuar al costat de Bruno Madinier a l'obra Le mal de mère.